# Theadora Rabman
Theadora Rabman (* 28. April 2005) ist eine US-amerikanische Tennisspielerin.

## Karriere
Rabman spielt bislang vorrangig auf Turnieren der ITF Juniors World Tennis Tour und der ITF Women’s World Tennis Tour, bei denen sie bislang aber noch keinen Titel gewinnen konnte.
Bei den US Open 2021 erreichte sie im Juniorinneneinzel als Qualifikantin mit einem Sieg über Laura Hietaranta die zweite Runde, wo sie der topgesetzten Victoria Jiménez Kasintseva mit 0:6 und 1:6 klar unterlag. Im Juniorinnendoppel erreichte sie mit Partnerin Ariana Anazagasty-Pursoo Pursoo ebenfalls die zweite Runde des Hauptfelds.
Anfang Oktober 2021 erhielt sie eine Wildcard für die Qualifikation zu den BNP Paribas Open, ihrem ersten Turnier der WTA Tour. Sie unterlag aber bereits in der ersten Runde Kirsten Flipkens knapp in drei Sätzen.